# Tumore del testicolo
I  tumori del testicolo sono forme neoplastiche che si sviluppano nelle gonadi maschili. Se curati adeguatamente e nei tempi giusti, hanno tendenzialmente una buona prognosi, oltre che una buona risposta alla chemioterapia e radioterapia, anche di seconda linea. Si dividono in non germinali e germinali; questi ultimi possono essere seminomi o non seminomi.

## Epidemiologia
I tumori testicolari sono tumori rari, in Italia rappresentano meno di 6 casi ogni 100 000 maschi all'anno, rappresentano l'1-1,5% delle neoplasie umane con massima incidenza fra i 15 e i 40 anni al momento in crescita. In casi più rari (5%) possono insorgere fuori dalle gonadi (spesso nel retroperitoneo). Nel 40% si rilevano puri e nel 60% misti oppure altre forme non seminomatose.
Per quanto riguarda la sede, il testicolo destro risulta più colpito del sinistro.
Non rare sono le forme bilaterali, ovvero il riscontro di un secondo tumore nel testicolo controlaterale; il secondo tumore può svilupparsi contemporaneamente al primo (in tal caso si dice sincrono) o successivamente (tumore metacrono). Da un ampio studio condotto in Ungheria risulta, per i tumori bilaterali, un'incidenza complessiva del 3%: tale dato deriva dalla somma delle incidenze dei tumori sincroni (0,8%) e di quelli metacroni (2,2%).

### Rapporto tra popolazioni
Il rapporto fra bianchi e neri sta rapidamente cambiando. In precedenza molto più diffuso tra i primi (più di 4 volte maggiore), oggi mostra un'inversione di tendenza.

## Fattori di rischio
Sono principalmente:
- criptorchidismo
- familiarità per tumore al testicolo

Alcuni pongono in relazione anche la riduzione delle fertilità o la sua totale assenza.

## Eziologia

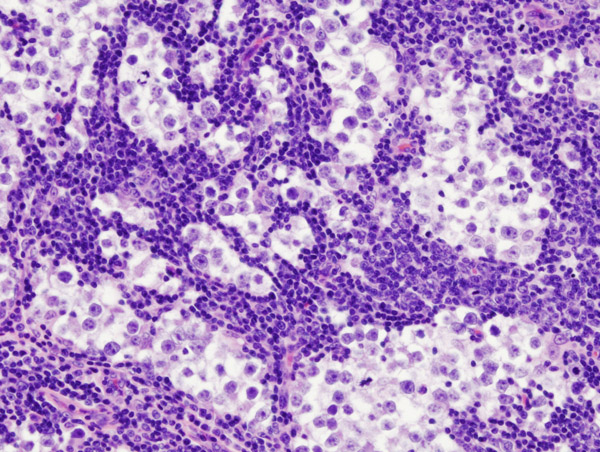
Immagine istopatologica di una metastasi di un seminoma nel linfonodo inguinale

Attualmente vi sono soltanto ipotesi eziologiche. Tra i primi fattori di rischio individuati c'è l'esposizione a elevate dosi di estrogeni durante la vita fetale. In particolare è stata più volte ipotizzata una correlazione (mai dimostrata statisticamente) tra l'assunzione di estrogeni come il dietilstilbestrolo durante la gravidanza e la disgenesia testicolare, una anomalia nello sviluppo dei testicoli che porta a una maggiore incidenza di tumori. Elevati livelli di estrogeni in gravidanza, inoltre, possono favorire l'insorgenza di patologie come l'ipogonadismo ipogonadotropo, l'infertilità, il criptorchidismo e l'atrofia testicolare che vengono considerati fattori di rischio delle forme tumorali ai testicoli. Fra questi, l'atrofia del testicolo risulta, in uno studio del 2008, il più strettamente associato all'insorgenza di tumori a cellule germinali del testicolo, con un'odds ratio del 5,9%.
È stata inoltre dimostrata una predisposizione familiare, mediata da fattori genetici, per questo gruppo di neoplasie. Altro fattore di rischio è costituito dal fumo di tabacco; tra i fattori tossici implicati nell'eziologia sono stati individuati anche alcuni pesticidi.
Un'altra ipotesi vede un coinvolgimento della massa corporea della madre in aumento negli ultimi anni, tenendo presente anche il peso del bambino al momento della nascita.

## Tipologia
Secondo la classificazione internazionale si possono distinguere tre gruppi principali.

### Tumori a cellule germinali derivati da GCNIS[12]
Neoplasia a cellule germinali non invasiva

Neoplasia a cellule germinali in situ
Forme specifiche di neoplasia a cellule germinali intratubulari
Tumori di un singolo tipo istologico (forme pure)

Seminoma
Seminoma con cellule sinciziotrofoblastiche
Tumori non seminomatosi a cellule germinali
Carcinoma embrionale
Tumore del sacco vitellino, tipo postpuberale
Tumori trofoblastici
Coriocarcinoma
Tumori trofoblastici non coriocarcinomatosi
Tumore trofoblastico del sito placentare
Tumore trofoblastico epitelioide
Tumore trofoblastico cistico
Teratoma, tipo postpuberale
Teratoma con malignità di tipo somatico
Tumori non seminomatosi a cellule germinali di più di un tipo istologico

Tumori a cellule germinali misti
Tumori a cellule germinali di tipo sconosciuto

Tumori a cellule germinali regrediti

### Tumori a cellule germinali non derivati da GCNIS[12]
Tumore spermatocitico

Teratoma, tipo prepuberale

Cisti dermoide
Cisti epidermoide
Tumore neuroendocrino ben differenziato (teratoma monodermico)
Teratoma misto e tumore del sacco vitellino, tipo prepuberale

Tumore del sacco vitellino, tipo prepuberale

### Tumori dei cordoni sessuali e dello stroma
Tumori puri

Tumore a cellule di Leydig

Tumore maligno a cellule di Leydig
Tumore a cellule del Sertoli

Tumore maligno a cellule del Sertoli
Tumore a cellule del Sertoli a grandi cellule calcificante
Neoplasia a cellule del Sertoli a grandi cellule intratubulari ialinizzante
Tumore a cellule della granulosa

Tumore a cellule della granulosa dell’adulto
Tumore a cellule della granulosa giovanile
Tumori del gruppo fibroma-tecoma
Tumori misti e non classificati dei cordoni sessuali e dello stroma

Tumori misti dei cordoni sessuali e dello stroma

Tumori non classificati dei cordoni sessuali e dello stroma

## Sintomatologia
I sintomi iniziali sono generalmente modesti eccetto:
- Sensazione di peso al testicolo[13]
- Tumefazione
- Un testicolo di consistenza più dura al tatto rispetto al testicolo controlaterale.
- Dolore solitamente non presente (20% dei casi),[14] può comparire come manifestazione acuta anche per colpa delle probabili emorragie
- Ginecomastia bilaterale[15]
- Microlitiasi testicolare (rari casi 0,05%-2,9%)[senza fonte]

Ovviamente i sintomi legati alle metastasi extralinfonodali (polmone, fegato, cervello...) sono legati all'organo colpito, per cui possono comprendere dispnea, tosse, ittero, disturbi della visione...

## Diagnosi
Si basa in prima istanza sull'esame clinico e successivamente sull'ecografia. La conferma dell'istotipo viene fatta dopo l'orchiectomia (l'intervento di rimozione del testicolo).
Nella malattia metastatica si procede invece prima al trattamento chemioterapico e poi all'asportazione. Per valutare la progressione della patologia si possono usare (dipende dal tipo istologico) come marcatori l'alfa feto proteina, la beta-HGC e la LDH misurabili con un semplice prelievo venoso. La stadiazione si completa con la TC al torace, TC o RMN addome e pelvi alla ricerca di sedi secondarie e linfonodi ingrossati (di solito si usa 3 cm come cut-off) nelle aree drenanti l'organo colpito (vedere le linee guida al fondo per maggiori informazioni).
Solitamente nel follow up si rifanno gli stessi esami aggiungendo la PET.

### Neoplasia intraepiteliale testicolare (TIN)
La neoplasia intraepiteliale testicolare (o TIN) è una forma tumorale che non manifesta invasività (simile a un carcinoma in situ, ma non identico in quanto non è propriamente un epitelio e può trasformarsi in uno qualunque degli istotipi descritti sopra). Si stima che sia presente in circa l'1% dei maschi fertili; tale frequenza aumenta in caso di problemi di fertilità o criptorchidismo ed è più accentuata nei paesi nord-europei che al sud. Studi provenienti dalla Danimarca mostrano che circa il 70% di queste forme evolve in neoplasie franche. Da noi invece questa percentuale è minore; forse per una diversa aggressività ed è tale da rendere svantaggioso l'intervento bioptico per le sue complicanze rispetto alla possibilità di effettuare una diagnosi precoce. Nel caso il TIN sia rinvenuto casualmente è bene eseguire la biopsia anche del testicolo controlaterale: se questa è negativa si raccomanda l'orchiectomia dell'omolaterale, se è positiva anch'essa bisogna scegliere col paziente se monitorare la cosa nel tempo tramite ecografie a distanza di mesi, provvedere all'orchifuncolectomia, o effettuare una radioterapia (ricordando che è possibile conservare il liquido seminale)

### Stadiazione
Esistono vari sistemi per la classificazione della stadiazione in tali tumori, fra la più accreditata quella formulata dalla TNM.
| Stadio     | Descrizione                                                                      |
| ---------- | -------------------------------------------------------------------------------- |
| Stadio 0   |                                                                                  |
| Stadio 1   | neoplasia confinata al testicolo ed eliminata completamente dopo l'orchiectomia  |
| Stadio IS  | come stadio I ma persistenza dei markers in circolo dopo l'intervento            |
| Stadio IIA | presenza di linfonodi peritoneali o pelvici positivi con diametro minore di 2 cm |
| Stadio IIB | come IIA ma con diametri compresi fra 2 e 5 cm                                   |
| Stadio IIC | come i precedenti ma con diametro maggiore di 5 cm                               |

Per una malattia avanzata si usa la stadiazione IGCCCG
| prognosi   | tipo istologico | criteri | descrizione |
| ---------- | --------------- | --- | --- |
| Buona      |                 | | |
|            | non-seminoma    | tutti i criteri presenti: - origine testicolare - bassi valori dei marcatori - nessuna metastasi a distanza extrapolmonare                                    | - sopravvivenza a 5 anni: 92% - alfa feto proteina e beta-HGC <1000 ng/mL. LDH < 1,5 volte la norma                     |
|            | seminoma        | tutti i criteri presenti: - qualsiasi origine - alfa feto proteina normale - qualsiasi valore di beta-HGC od LDH - nessuna metastasi extrapolmonare           | sopravvivenza a 5 anni: 86%                                                                                             |
| intermedia |                 | | |
|            | non-seminoma    | tutti i criteri sotto validi: - origine testicolare o retroperitoneale - valori intermedi dei markers - no metastasi extrapolmonari                           | - alfa feto proteina o beta-hgc tra 1000 e 100000 ng/mL - LDH fra 1,5 e 10 volte la norma - sopravvivenza a 5 anni: 80% |
|            | seminoma        | tutti i criteri presenti: - qualsiasi origine - metastasi viscerali extrapolmonari presenti - alfa feto proteina normale - qualsiasi valore di LDH e beta-HGC | sopravvivenza a 5 anni: 72%                                                                                             |
| cattiva    |                 | | |
|            | non-seminoma    | almeno un criterio presente: - origine mediastinica - metastasi viscerali extrapolmonari - alti valori dei markers                                            | - sopravvivenza a 5 anni: 48% - alfa feto proteina o beta-hgc >10000 ng/mL - LDH >10 volte la norma                     |
|            | seminoma        | non classificato | |

Per quanto riguarda la rapidità della diagnosi decisiva quando si parla di tumori, per la maggioranza dei casi (si arriva all'80% dei tumori a cellule germinali) vengono riscontrati nella prima stadiazione, quando la neoplasia non è ancora molto sviluppata nell'organismo.

## Terapia

### Seminoma

#### Stadio I
La prognosi di questa forma è ottima (sopravvivenza oltre il 99%). Ci si può avvalere di più scelte terapeutiche, da concordare col paziente dopo l'orchiectomia:
- non fare nulla (ma ciò aumenta il rischio di recidiva in quanto si è visto che spesso il tumore presenta micrometastasi asintomatiche non evidenziabili con le tecniche di imaging)
- radioterapia adiuvante (il bersaglio sono i linfonodi paraortici)
- chemioterapia adiuvante sistemica con cicli di carboplatino

#### Stadi II A/B
- Nello stadio IIA si effettua una radioterapia adiuvante sui linfonodi paraortici con una sopravvivenza a 5 anni vicina al 100%
- Anche nel IIB invece si può fare la radioterapia, ma con efficienza minore, oppure ricorrere alla chemioterapia adiuvante con 3 cicli di PEB (cisplatino + etoposide + bleomicina) o 4 con sola etoposide e cisplatino (PE). Questi trattamenti sono ancora oggetto di studio.

### Non-seminoma

#### Stadio I
Il principale fattore di rischio qui è la presenza di invasione vascolare. Questa condiziona quindi l'approccio terapeutico (che è volto a ottenere la guarigione coi minimi effetti collaterali). La sopravvivenza è quasi del 100%.
- assenza di invasione vascolare: tendenzialmente non si fa nulla in adiuvante (a volte 2 cicli di PEB o la linfoadenectomia retroperitoneale in centri specializzati)
- presenza di invasione vascolare: in prima scelta si tende a usare uno schema chemioterapico basato sul cisplatino o fare la linfoadenectomia retroperitoneale, in seconda istanza si può non far nulla. I pazienti che presentano ricadute sono il 2-3% (spesso entro l'anno) e sono difficilmente recuperabili.

#### Stadio IS (marker positivi)
Questi pazienti presentano spesso metastasi; quindi è indicata la chemioterapia adiuvante. A volte si può fare anche la sola linfoadenectomia retroperitoneale (nel caso il tumore si localizzi solo a quei linfonodi) e sorvegliare il paziente controllando che i marker scendano.

#### Stadio IIA
La sopravvivenza attesa è vicina al 100%. Si può vigilare o eseguire la linfoadenectomia retroperitoneale.

#### Stadio IIA con marcatori positivi e stadio IIB
Si usa la chemioterapia con 3-4 clicli di PEB (stabiliti a seconda dello stadio IGCCCG) con successivo controllo dei marker in follow up. In caso di ripresa si può far seguire al paziente una serie di controlli molto stretti o somministrare una chemioterapia con cisplatino ed etoposide.

### Linfoadenectomia retroperitoneale
La linfoadenectomia retroperitoneale primaria è un intervento chirurgico utilizzato per rimuovere le metastasi linfonodali addominali, attualmente si utilizza sia per via laparotomica o per via laparoscopica (Lap-RPLND), ,

## Prognosi
Rispetto agli ultimi decenni del 1900 la prognosi è andata notevolmente migliorando, tanto che la guarigione ha raggiunto il 90% dei casi; questo accade soprattutto se il tumore viene diagnosticato quando rientra nella prima fase di stadiazione.
Dall'iniziale diagnosi possono passare anche vent'anni per un'ulteriore manifestazione maligna secondo uno studio condotto su 29 000 persone; altri studi condotti su più di 40 000 persone indicano invece che sono necessari fino a 35 anni per un'ulteriore manifestazione tumorale. Alcune malattie si possono sviluppare come forme di leucemia.